# بوغيانية
البوغيانية (الاسم العلمي: Pleosporaceae) هي فصيلة من الفطريات تتبع رتبة البوغيانيات من طائفة الدرينانية.

## أجناس
- البوغياني
- النوباء